# Pheidole creightoni
Pheidole creightoni är en myrart som beskrevs av Robert E. Gregg 1955. Pheidole creightoni ingår i släktet Pheidole och familjen myror. Inga underarter finns listade i Catalogue of Life.

## Bildgalleri

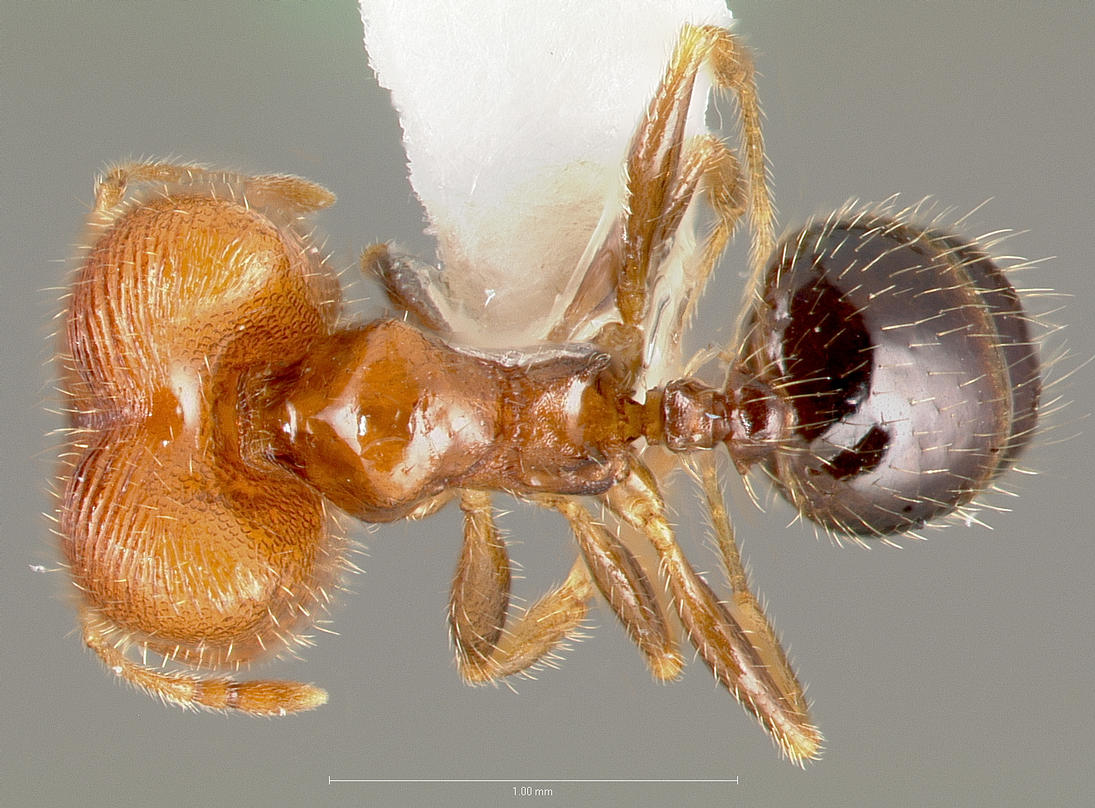
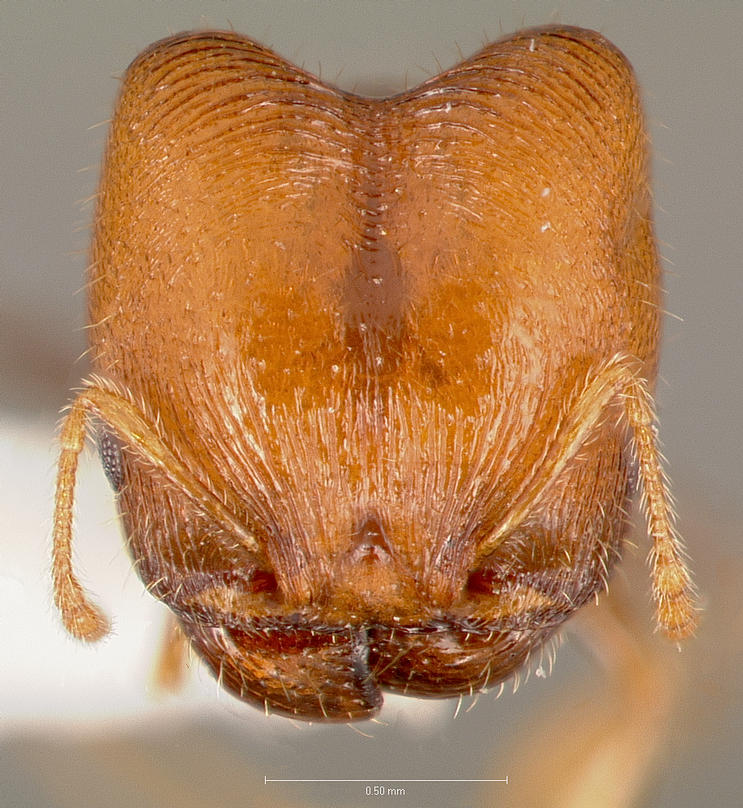
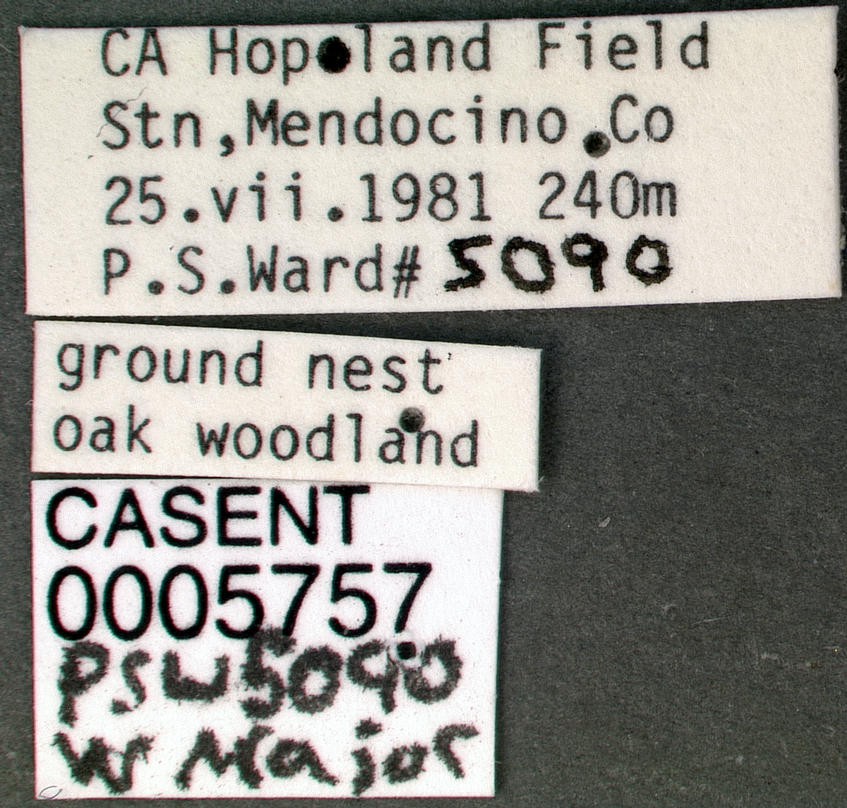
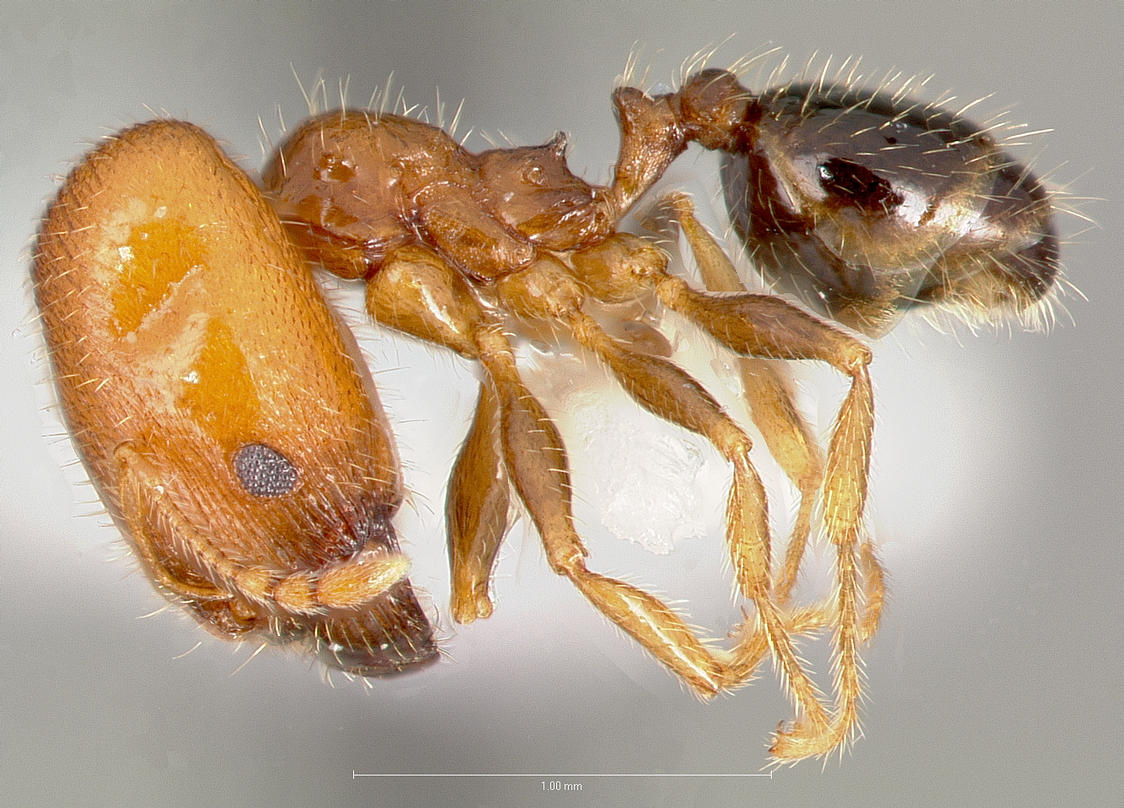
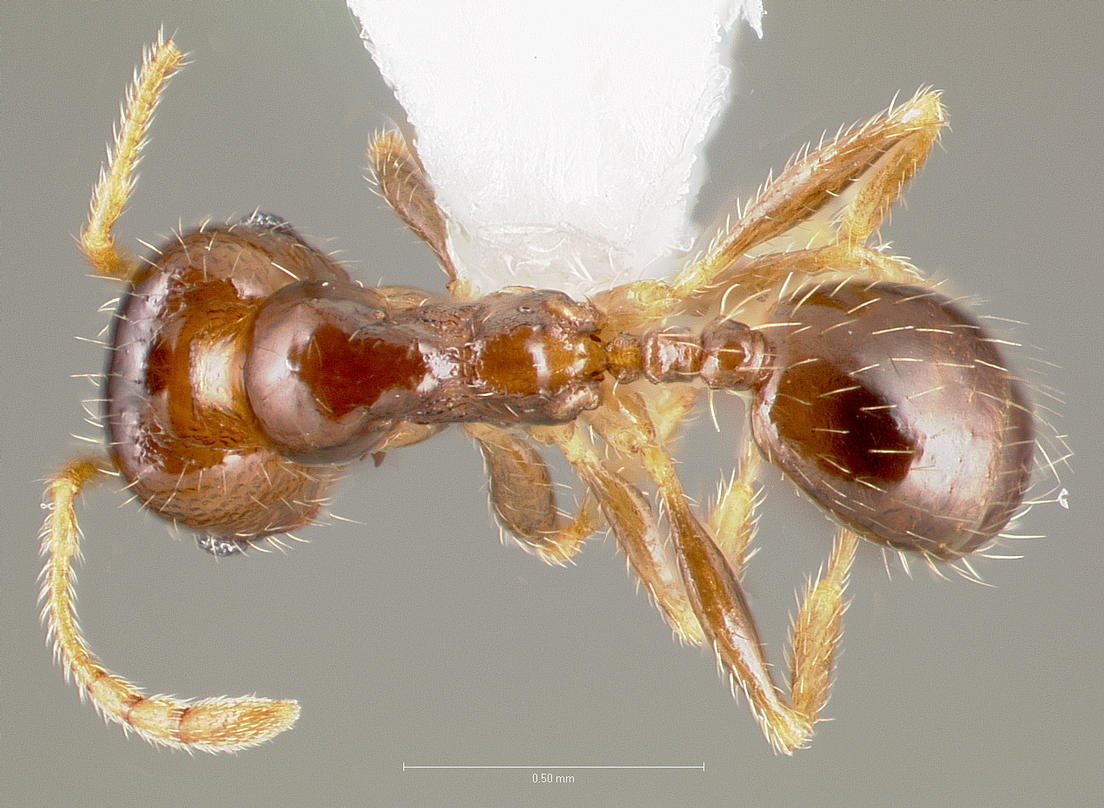
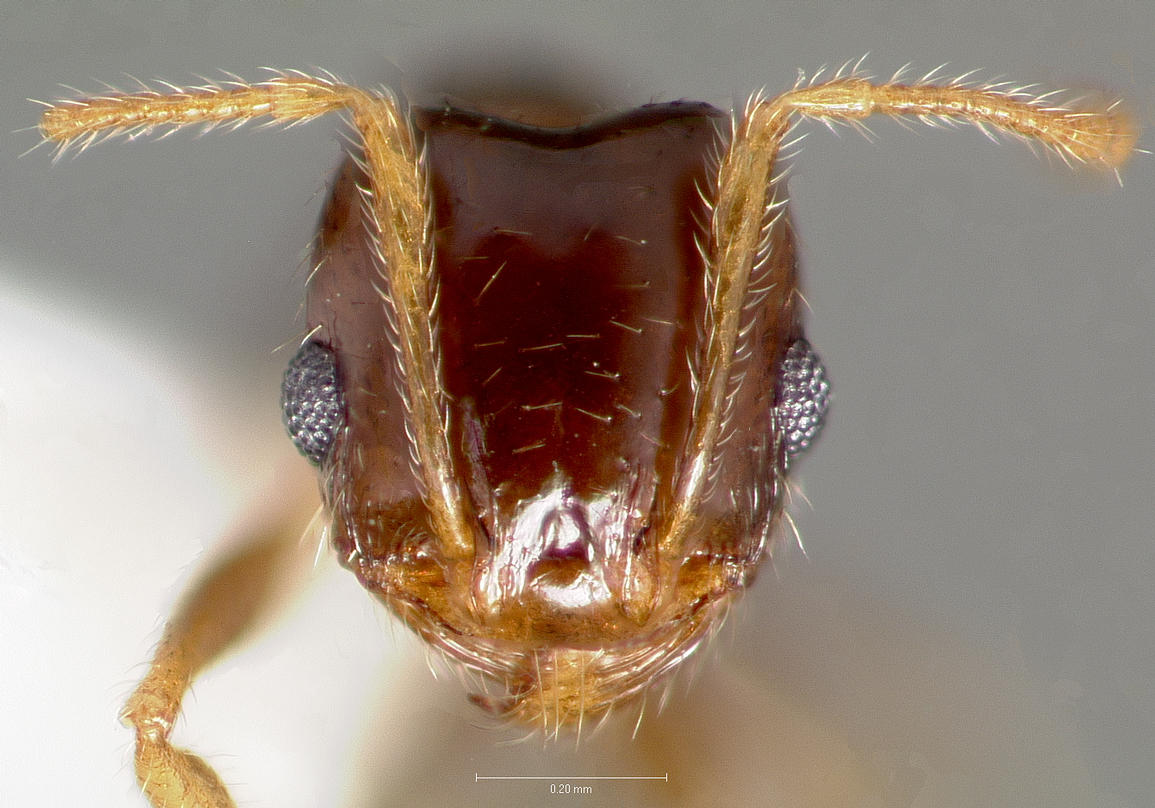